# 福爾斯灣 (利文斯頓島)
62°43′S 60°22′W / 62.717°S 60.367°W

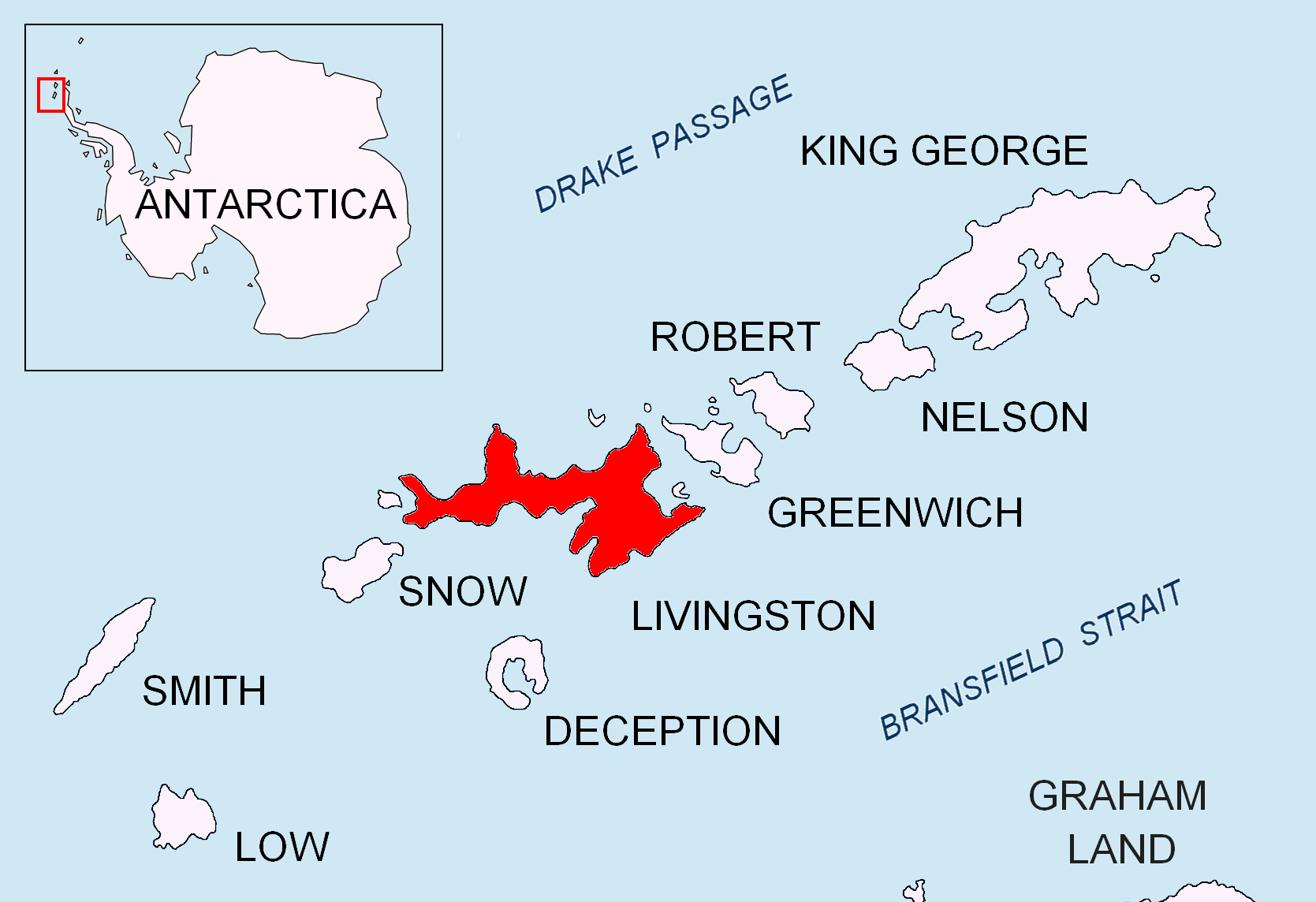

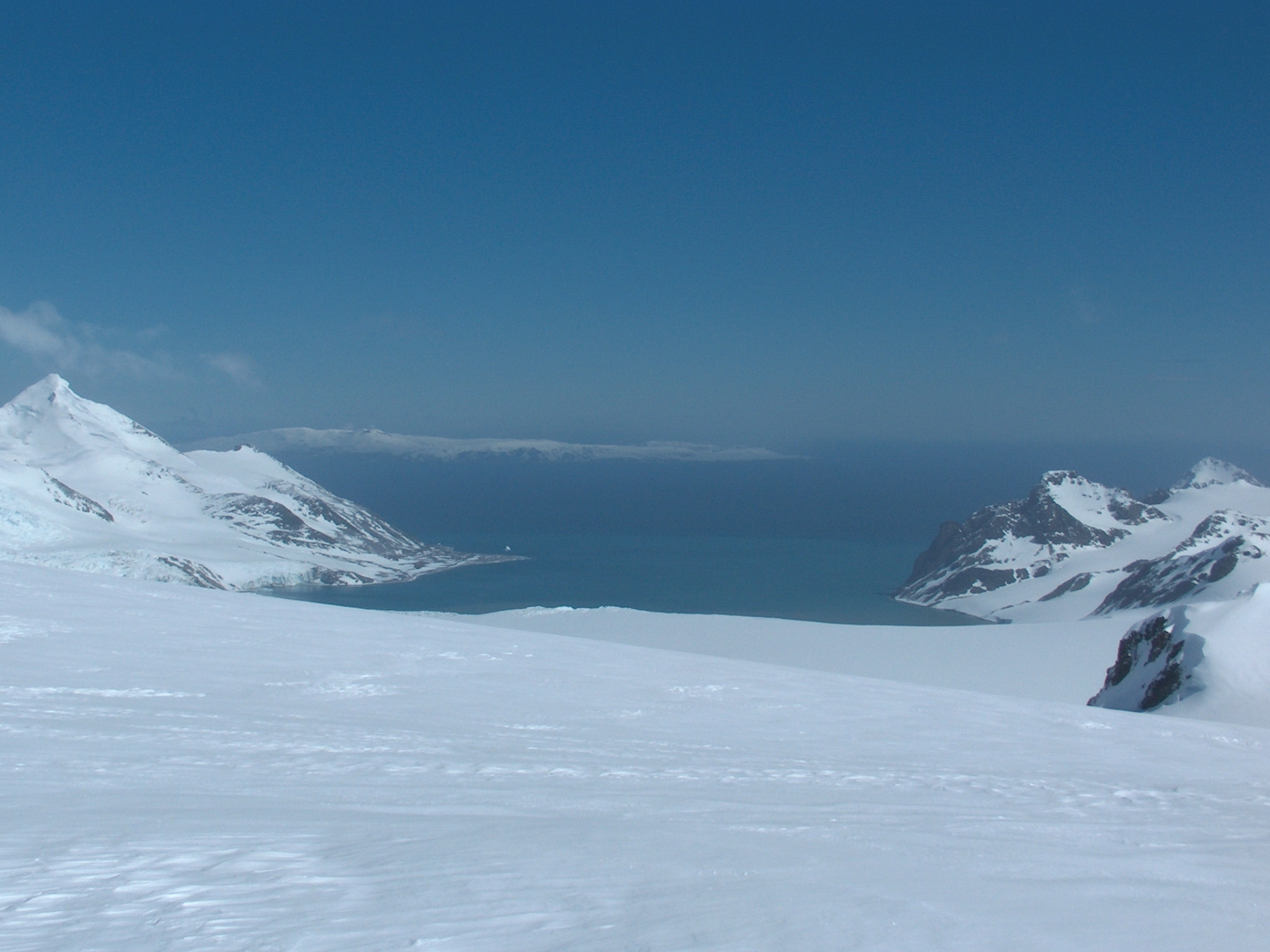

福爾斯灣（英語：False Bay，直譯為假灣）是南極洲的海灣，位於南設得蘭群島的利文斯頓島南岸，處於巴納德角和米耶斯崖之間，長6.4公里，1820年11月美國探險家首次踏足該海灣。